# Eliyahu Meir Bloch
Pour les articles homonymes, voir Bloch.
Eliyahu Meir Bloch né le 23 octobre 1895 à Telšiai en Lituanie et mort le 23 décembre 1954 à Cleveland aux États-Unis, est Rosh Yeshiva de la Yechiva de Telshe en Lituanie pendant 12 ans, avant de partir en 1939 aux États-Unis, où il reconstruit la yechiva à Cleveland. La yechiva de Telshe est détruite par les nazis avec ses rabbins, élèves et leurs familles, lors de l'invasion de la Lituanie, durant la Seconde Guerre mondiale.

## Biographie
Eliyahu Meir Bloch,,, est né le 28 octobre 1895 à Telšiai en Lituanie.
Il est le fils du rabbin Yosef Yehuda Leib Bloch et de Chasya Gordon.
Yosef Yehuda Leib Bloch est né le 13 février 1860 à Raseiniai (Kaunas), Lituanie et est mort le 10 novembre 1929, à Telšiai en Lituanie.
Chasya Gordon née le 13 février 1860 meurt le 10 novembre 1929, à Telšiai en Lituanie. Elle est la fille du rabbin Eliezer Gordonaussi connu comme Reb Laizer Telzer, né en 1841 et mort en 1910 à Londres, le rabbin de Telšiai en Lituanie et Rosh Yeshiva de la Yechiva de Telshe.
Il épouse Rivka Bloch née en 1896 en Lituanie et morte le 30 août 1941 à Telšiai en Lituanie. Elle est la fille de
Avraham Moshe Kaplan (1865-1942) et de Baila Golding.
Ils ont 4 enfants: Chasya Bloch (épouse Sorotzkin) (née en 1922 à Telšiai en Lituanie et morte en 1986), Eliezer Yehuda Bloch (né en 1936 et mort le 30 août 1941 à Telšiai en Lituanie ), Heni Bloch (né en 1923 et mort circa septembre 1944 à Telšiai en Lituanie  ) et Ruhama Brayna Bloch (1932-1941).
Il se remarie avec Nechama Oma Spolonsky. Elle est la fille de Yaakov Spolonsky et de Sosha Spolansky.

### Rosh Yeshiva de Telšiai
En 1926, le rabbin Eliyahu Meir Bloch est nommé Rosh Yeshiva de la Yechiva de Telshe. Cette nomination n'est pas bien acceptée par les étudiants, qui protestent, en raison de son jeune âge (il a 35 ans!).

### Seconde Guerre mondiale
Le 4 septembre 1940 (1er Eloul), les rabbins Chaim Mordechai Katz (1894-17 novembre 1964) et Eliyahu Meir Bloch quittent Telšiai pour collecter des fonds et essayer de relocaliser dans un autre pays la yechiva. Ils atteignent les États-Unis le 9 novembre 1940 (8 Heshvan). Ils arrivent avec un groupe de 10 élèves, ayant réussi à voyager par la Sibérie, le Japon et l'Australie.

## Œuvres
- (he) Shiurei R' Eliyahu Meir - Yevamos[19]